# Эванс, Джуди
Джуди Эванс (англ. Judi Evans; род. 12 июля 1964, Монтебелло, Калифорния) — американская актриса мыльных опер.
Эванс наиболее известна по своей роли Эдриэнн Джонсон в дневной мыльной опере «Дни нашей жизни», которую она играет с 1986 года. В 1983—1986 годах она снималась в мыльной опере «Направляющий свет», за роль в которой она получила Дневную премию «Эмми» за лучшую женскую роль второго плана в 1984 году.
В 1991 году Эванс покинула «Дни нашей жизни» и вплоть до 1999 года играла в мыльной опере «Другой мир». Кроме этого она снялась в нескольких сделанных для телевидения фильмах, а в 2009 году появилась в мыльной опере «Как вращается мир». Она вернулась в «Дни нашей жизни» в 2008 году и получила ещё одну номинацию на «Эмми».

## Мыльные оперы
- 1983—1986 — Направляющий свет / Guiding Light
- 1991—1999 — Другой мир / Another World
- 2009 — Как вращается мир / As the World Turns
- 1986—1991, 2003—2007? 2007—2008, 2010-наст. время — Дни нашей жизни / Days of our Lives